# 駐日スペイン大使館

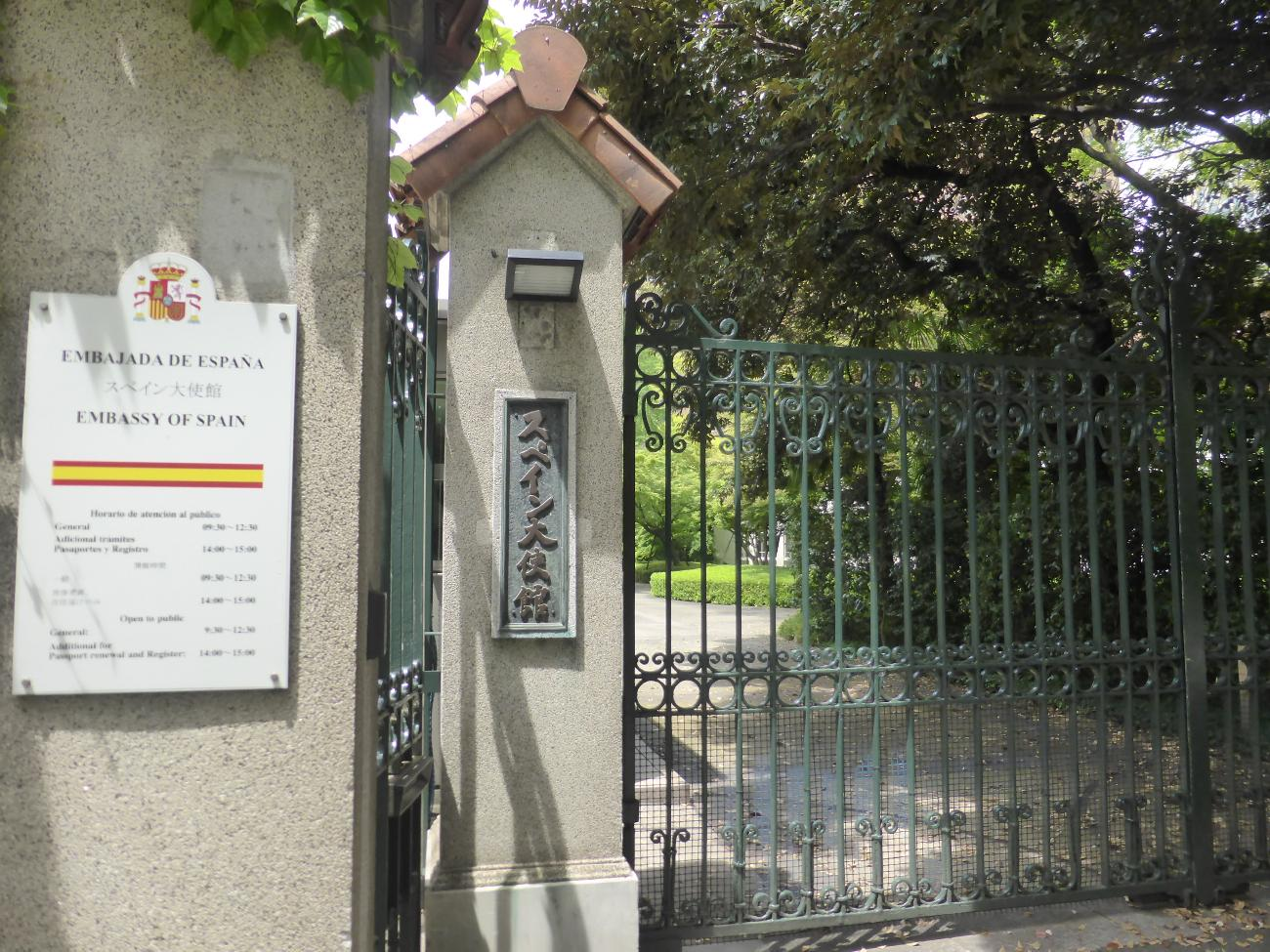
スペイン大使館正門

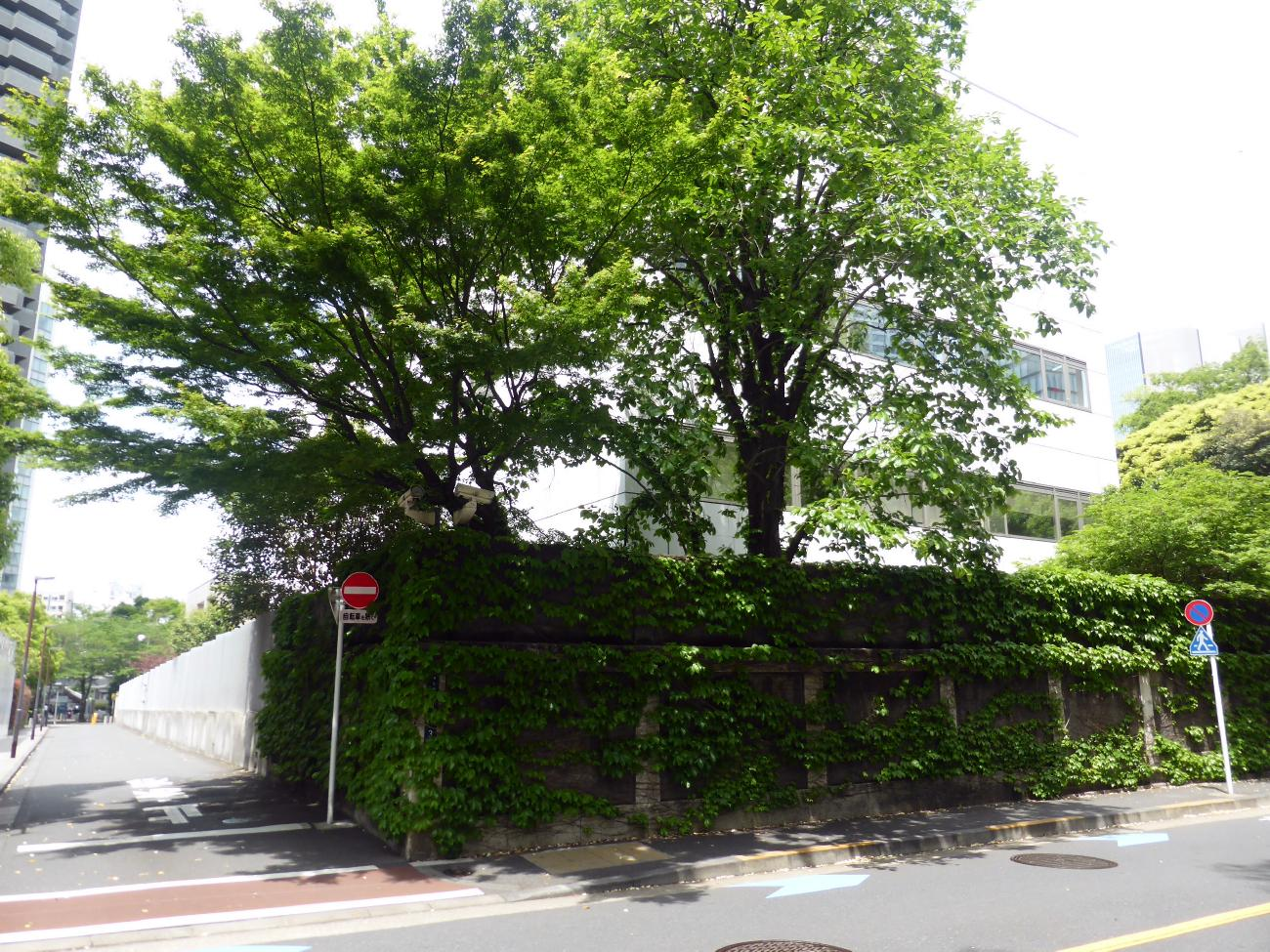
スペイン大使館横のスペイン坂

駐日スペイン大使館（スペイン語: Embajada de España en Japón、英語: Embassy of Spain in Japan）は、スペインが日本の首都東京に設置している大使館である。在東京スペイン大使館（スペイン語: Embajada de España en Tokio、英語: Embassy of Spain in Tokyo）とも呼ばれる。

## 歴史
1584年に天正遣欧少年使節がスペイン国王フェリペ2世に、1615年に慶長遣欧使節がフェリペ3世に謁見している。スペイン側からも、1592年にスペイン領フィリピン総督からの使者としてフアン・コボが豊臣秀吉に謁見するなど、日本への外交使節派遣の例がある。しかし、1624年に江戸幕府がスペイン船の来航を禁止したことにより、その後200年以上にわたってスペインの外交使節団が日本を訪問ないし滞在することはなかった。
1850年代になると、幕府は国力を増強した欧米諸国の圧力に屈して鎖国体制を押し通すことができなくなり、これを契機として対外政策をめぐる血みどろの政争が日本国中で惹起され、遂には幕府の崩壊と王政復古に至った。明治に改元されたばかりの1868年11月12日、神奈川において日本側全権東久世通禧およびスペイン側全権ホセ・エリベルト・ガルシア・デ・ケベードの合意のもと、日西修好通商航海条約が調印された。
明治初年の日西国交樹立に伴い、東京府麹町区永田町2丁目21番地に駐日スペイン公使館が設置された。現在では駐日スペイン大使館となっており、東京都港区六本木1丁目3番地に設置されている。

## 所在地
| 日本語     | 〒106-0032 東京都港区六本木一丁目3-29      |
| スペイン語 | 1-3-29 Roppongi, Minato-ku, Tokio 106-0032 |
| 英語       | 1-3-29 Roppongi Minato-ku, Tokyo 106-0032  |

- アクセス: 東京メトロ南北線六本木一丁目駅2番出口

## 大使
2025年2月10日より、ミゲル・ゴメス・デ・アランダ・ヴィジェンが臨時代理大使を務めている。